# Premio de Novela Histórica Alfonso X El Sabio
El Premio de Novela Histórica Alfonso X El Sabio es un premio literario que Ediciones Martínez Roca entrega anualmente desde 2001 en el género de la novela histórica. Hasta el 2010 estuvo patrocinado por la Obra Social de Caja Castilla-La Mancha.

## Galardonados
2001
- Obra ganadora: Isabel de Valois, de Antonio Martínez Llamas
- Obra finalista: Cantar de Arriaga, de Álvaro Moreno Ancillo

2002
- Obra ganadora: Torralba, de Eduardo Gil Bera
- Obra finalista: Huir del aire, de Rafael Saura Rodríguez

2003
- Obra ganadora: Juana de Arco, el corazón del verdugo, de María  Elena Cruz Varela
- Obra finalista: Victoria Eugenia de Battenberg, un amor traicionado, de José Infante

2004
- Obra ganadora: María de Molina, tres coronas medievales, de Almudena de Arteaga
- Obra finalista: El anillo. La herencia del último templario, de Jorge Molist

2005
- Obra ganadora: Romance de ciego, de Ángeles de Irisarri
- Obra finalista: La lágrimas de Karseb, de Julio Murillo Llerda

2006
- Obra ganadora: El fuego del cielo, de César Vidal
- Obra finalista: La sombra del anarquista, de Asís Lazcano

2007
- Obra ganadora: La reina oculta, de Jorge Molist
- Obra finalista: Tiempo de bastardos, de Paula Cifuentes

2008
- Obra ganadora: Shangri-La, de Julio Murillo Llerda
- Obra finalista: El veneno de Napoleón, de Edmundo Díaz Conde

2009
- Obra ganadora: Goodbye, España, de Mercedes Salisachs

2010
- Obra ganadora: Garoé, de Alberto Vázquez-Figueroa

2012
- Obra ganadora: Alcazaba, de Jesús Sánchez Adalid

2013
- Obra ganadora: Tu rostro con la marea, de Fernando García de Cortázar

2014
- Obra ganadora: Esperando al rey, de Peridis

2015
- Obra ganadora: Una pasión rusa, de Reyes Monforte

2016
- Obra ganadora: Taj, de Andrés Pascual

2017
- Obra ganadora: Os salvaré la vida, de Joaquín Leguina y Rubén Buren.[2]